# Natalie Dell
Natalie Dell O'Brien (nascida em 20 de fevereiro de 1985), conhecida anteriormente como Natalie Dell, é uma remadora norte-americana.
É natural de Silver Spring, Marilândia, Estados Unidos.
Nos Jogos Olímpicos de Verão de 2012 em Londres, ganhou a medalha de bronze no skiff quádruplo, junto com Megan Kalmoe, Kara Kohler e Adrienne Martelli.